# Psilochorus bantus
Psilochorus bantus is een spinnensoort uit de familie trilspinnen (Pholcidae). De soort komt voor in de Verenigde Staten.